# ريتيرولانديا
ريتيرولانديا بلدية في ولاية باهيا في المنطقة الشمالية الشرقية من البرازيل.